# هیروماسا آزوما
هیروماسا آزوما (انگلیسی: Hiromasa Azuma؛ زادهٔ ۲۹ اوت ۱۹۷۷) بازیکن فوتبال اهل ژاپن است.